# Speyeria shastaensis
Speyeria shastaensis är en fjärilsart som beskrevs av Comstock 1925. Speyeria shastaensis ingår i släktet Speyeria och familjen praktfjärilar. Inga underarter finns listade i Catalogue of Life.